# Saúde em Macau

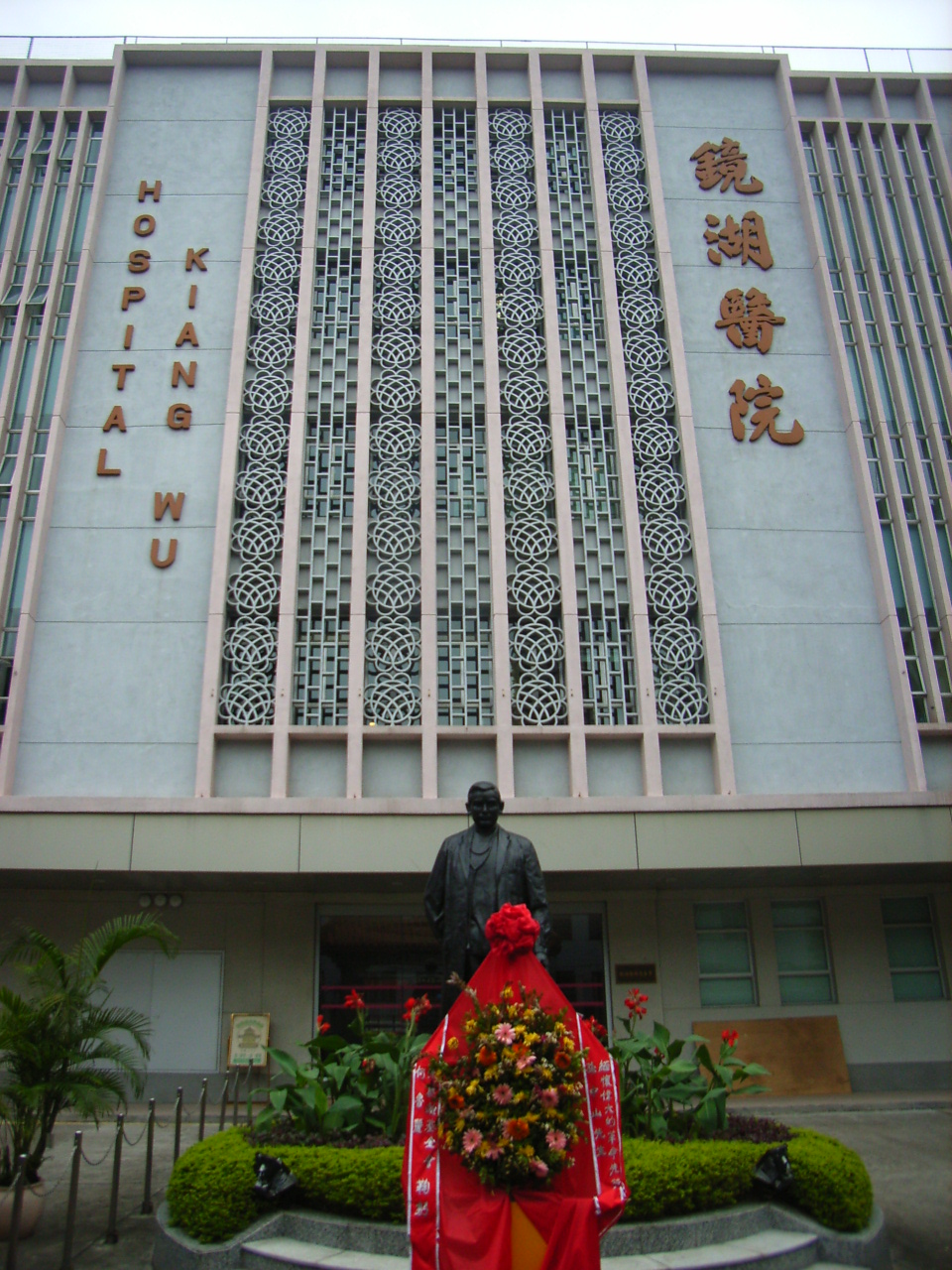
Hospital Kiang Wu

O Governo da Região Administrativa Especial de Macau da República Popular da China, através dos Serviços de Saúde de Macau (subordinado à Secretaria dos Assuntos Sociais e Cultura), assegura a saúde dos cidadãos. Este objectivo é alcançado através da coordenação das actividades das entidades públicas e privadas da área de saúde, e da prestação de cuidados de saúde diferenciados e primários, bem como da execução das acções necessárias à prevenção da doença e à promoção da saúde.
O Governo desta região chinesa, através do Centro de Prevenção e Controlo da Doença (subordinado aos Seviços de Saúde de Macau), ocupa-se também da vigilância epidemiológica, educação para a saúde e promoção da saúde, higiene alimentar, prevenção e tratamento de tuberculose, controlo de vectores, higiene ambiental, saúde ocupacional e vigilância sanitária comunitária.
Segundo as estatísticas dos Serviços de Saúde de Macau, em 2005, cada médico e enfermeiro de Macau serviam respectivamente 473 e 430 habitantes, e cada cama de hospital (excluindo as camas de não internamento) servia 496 pessoas, em média. Em 2005, o Governo da RAEM gastou 1,56 mil milhões de patacas, tendo registado um aumento de 20% em relação ao ano anterior (cerca de 1,3 mil milhões de patacas).
Em 2007, Macau conta com 1226 médicos (em média cerca de 2,3 médicos por cada 1000 habitantes), 1335 enfermeiros (em média cerca de 2,5 enfermeiros por cada 1000 habitantes) e 1014 camas hospitalares disponíveis ao internamento (em média cerca de 1,9 camas por cada 1000 habitantes, ou seja, cada cama passou a servir cerca de 526 habitantes). Enquanto que a média para o número de médicos e enfermeiros per capita está acima da média global (apesar de ainda estar longe da média europeia), a média do número de camas de internamento per capita está muito abaixo da média global, que é cerca de 3 camas por cada 1000 habitantes.
O sistema de saúde pública de Macau, para além da falta de camas de internamento hospitalar, defronta também vários problemas, como por exemplo a lentidão ou morosidade de atendimento dos doentes e ainda a falta de pessoal especializado em certos serviços e áreas específicas da Medicina.
Os Serviços de Saúde de Macau disponibilizam e tutelam também vários tipos de serviços de saúde, que são actualmente prestados pelos 7 centros de saúde e 2 estações de saúde pública existentes em Macau e principalmente pelo Centro Hospitalar Conde de São Januário, o único hospital público desta região. Este centro hospitalar, fundado em 1874 e constituído actualmente por 4 blocos interligados e um heliporto, presta serviços de assistência médica gratuita a todos os residentes da RAEM. Concretamente, em 2005, ele prestou serviços de consulta externa a mais de 251 mil pessoas, de urgência a mais de 167 mil pessoas, e de internamento a mais 15 mil doentes. Em 2005, esta instituição era composta por 230 médicos, 532 enfermeiros e 544 camas, sendo 476 pertencentes ao Serviço de Internamento.
Em 2005, os centros de saúde e as estações de saúde pública eram compostos por 83 médicos e 130 enfermeiros e prestaram serviços a mais de 427 mil pessoas, apresentando um aumento de 0,37 por cento em relação ao ano anterior. Estes estabelecimentos de saúde prestam vários tipos de serviços, destacando-se a medicina oral, a educação de saúde, o planeamento familiar e os cuidados de saúde infantil, escolar, das grávidas e dos adultos em geral. O Centro de Saúde do Fai Chi Kei possui inclusivamente, desde 1999, uma clínica de medicina tradicional chinesa, que atendeu, em 2005, mais de 16 mil doentes.
Além do Governo, existe também muitas entidades privadas, como por exemplo o Hospital Kiang Wu, o Dispensário dos Operários, a Clínica da Associação de Beneficência Tung Sin Tong e as clínicas privadas, que prestam serviços de saúde. Várias destas entidades, como o Hospital Kiang Wu, recebem apoio financeiro do Governo e de associações locais. Este hospital privado foi fundado pelos chineses em 1871 e actualmente continua a ser administrado por chineses e dependente da Associação de Beneficência do Hospital de Kiang Wu. Em 2005, esta instituição era composta por 237 médicos, 356 enfermeiros, 195 técnicos e 445 trabalhadores com outras funções. Este hospital dispõe também de um Centro Médico na Taipa, construído em Outubro de 2005, para servir principalmente os moradores da Taipa.
Em Macau, as principais causas de morte foram as doenças do sistema circulatório (32,1%), os tumores (28,2%) e as doenças do sistema respiratório (16,5%).